# Orduna (Schiff)
Die Orduna war ein 1914 in Dienst gestellter Ozeandampfer der britischen Reederei Pacific Steam Navigation Company, der für den Passagier- und Frachtverkehr von Liverpool nach Südamerika gebaut wurde. Das Schiff wurde 1914 nach wenigen Fahrten an die Cunard Line und 1921 an die Royal Mail Line verchartert, die sie 1923 kaufte. 1927 ging die Orduna zurück an die Pacific Steam Navigation Company und 1950 wurde sie nach zehn Jahren als Truppentransporter außer Dienst gestellt.

## Cunard und Erster Weltkrieg
Das 15.499 BRT große Dampfschiff Orduna wurde 1913/14 im nordirischen Belfast auf der renommierten Werft Harland & Wolff gebaut, wo auch die Schiffe der White Star Line entstanden. Die 167,7 Meter lange und 20,5 Meter breite Orduna hatte einen einzelnen Schornstein, zwei Masten und drei Propeller. Die maximale Geschwindigkeit lag bei 14 Knoten (25,9 km/h). Sie konnte 240 Passagiere in der Ersten, 180 in der Zweiten und 700 in der Dritten Klasse aufnehmen. Sie war das zuerst fertiggestellte von drei Schwesterschiffen. Die anderen waren die Orbita (15.495 BRT, 1914) und die Orca (16.063 BRT, 1918).
Der Stapellauf fand am 2. Oktober 1913 statt. Am 19. Februar 1914 legte die Orduna in Liverpool zu ihrer Jungfernfahrt nach Rio de Janeiro, Montevideo und Valparaíso ab. Auf dieser Strecke absolvierte die Orduna nur zwei Überfahrten, wonach sie an Cunard verchartert wurde. Für Cunard bediente sie bis 1919 die traditionelle Route Liverpool–New York. Während des Ersten Weltkriegs wurde der Dampfer als Truppentransporter eingesetzt und kreuzte zwischen Halifax und Liverpool. Sie brachte unter anderem Quentin Roosevelt, den jüngsten Sohn des früheren US-Präsidenten Theodore Roosevelt, nach Europa, wo er als Kampfpilot tätig war und 1918 abgeschossen und getötet wurde.
Im Dezember 1914 waren William S. Hodges aus Philadelphia und Mary und Elizabeth Hoy aus Chicago an Bord des Schiffs. Hodges kam 1915 mit Ehefrau und Kindern bei der Versenkung der Lusitania und Mary und Elizabeth Hoy 1917 bei der Versenkung der Laconia ums Leben. Im Januar 1915 rettete die Orduna die russische Mannschaft des Segelschiffs Loch Torridon, das an der Westküste Irlands ein Leck bekommen hatte. Im selben Jahr wurde sie auf einer Überfahrt von New York von einem U-Boot angegriffen. Der Torpedo verfehlte jedoch sein Ziel und die Orduna konnte entkommen. 1918 kollidierte sie mit dem 4.406-Tonnen-Dampfer Konkary, der dadurch sank.

## Zwischen den Kriegen
Am 1. April 1920 wurde sie wieder auf ihre ursprüngliche Südamerika-Route gesetzt. Ab dem 28. Mai 1921 fuhr die Orduna für die Royal Mail Line auf der Route Hamburg–Southampton–New York. Die Orca und die Orbita wurden ebenfalls von der Royal Mail Line gechartert. 1923 wurden die drei Schiffe schließlich von der Royal Mail Line gekauft. Im selben Jahr brachte die Orduna die Mannschaft der Schonerbark Clitha an Land, die auf hoher See in Brand gesetzt und aufgegeben worden war. 1925 charterte Dr. James Edward Lough, Dekan der New York University, das Schiff, um 213 Studenten im Rahmen einer Studienreise nach Frankreich bringen zu lassen. Während der Überfahrt fanden an Bord Vorlesungen statt.
Im Jahr 1926 kam es zu einer Generalüberholung, in deren Zusammenhang die Befeuerung der Kessel von Kohle auf Öl umgestellt wurde. Die Passagierkapazität änderte sich zu 234 Passagieren in der Ersten, 186 in der Zweiten und 483 in der Dritten Klasse. 1927 wurde die Orduna wieder der Pacific Steam Navigation Company übergeben, für die sie wieder nach Rio de Janeiro, Montevideo und Valparaíso fuhr. Von 1930 bis 1940 fuhr sie von Liverpool über Panama nach Valparaíso.
Im August 1938 führte die Orduna die letzte der drei für die World Association of Girl Guides and Girl Scouts und World Organization of the Scout Movement ins Leben gerufenen so genannten Peace Cruises durch. Die erste hatte 1933 mit der Calgaric (der ehemaligen Orca, die nun der White Star Line gehörte) und die zweite 1934 mit der Adriatic, ebenfalls White Star, stattgefunden. Mit an Bord waren Robert und Olave Baden-Powell mit ihrer Tochter Heather. Am 8. August 1938 legte die Orduna in Liverpool ab und lief am 25. August via Dover wieder ein. Die Reise führte die 460 Teilnehmer nach Reykjavík auf Island (11. August), Trondheim in Norwegen (15. August), Kopenhagen (18. August) und Belgien (21. August).
Robert Baden-Powell war gesundheitlich angeschlagen und konnte während der gesamten Reise das Schiff nicht verlassen. Beim Stopp in Reykjavík, bei dem die Orduna neben dem Leichten Kreuzer Emden lag, kamen Mitglieder des isländischen Pfadfinderverbands Bandalag íslenskra skáta an Bord und brachten Gestein mit, damit Baden-Powell doch noch „Fuß auf isländischen Boden setzen“ konnte.
Zur selben Zeit, als im Juni 1939 jüdischen Flüchtlingen, die an Bord des HAPAG-Passagierdampfers St. Louis aus Deutschland gekommen waren, die Einreise in Kuba verwehrt wurde, wurde es der Orduna untersagt, 72 Flüchtlinge in Havanna an Land gehen zu lassen. Nur weiteren 48 jüdischen Flüchtlingen aus Deutschland, Österreich und der Tschechoslowakei mit bereits vorliegenden kubanischen Einreiseerlaubnissen wurde das Verlassen des Schiffes gestattet.

## Im und nach dem Zweiten Weltkrieg
Im Juli 1940 brachte die Orduna unter Geleitschutz französische Staatsbürger nach dem Überfall der deutschen Wehrmacht auf Frankreich von Liverpool nach Lissabon. Ab Februar 1941 wurde die Orduna von der britischen Regierung als Truppentransporter und Flüchtlingsschiff verwendet. Nach der Befreiung Äthiopiens von den italienischen Besatzern im Frühling 1941 brachte die Orduna Teile der West African Division von Berbera nach Durban. Nach der Eroberung Madagaskars durch britische Truppen 1942 verließ der Vichy-Gouverneur, Armand Annet, mit seinem Stab die Insel an Bord der Orduna, die von Toamasina nach Durban fuhr. Auf der Rückreise nach Großbritannien waren 500 Soldaten und Offiziere an Bord, die sich der Forces françaises libres anschließen sollten.
Während der alliierten Invasion in Italien 1943 war das Schiff mit dem Transport amerikanischer Soldaten von Oran (Algerien) nach Neapel beschäftigt. Im August 1945 war die Orduna das Führungsschiff bei einer Operation zur Rückeroberung der Malaiischen Halbinsel von den Japanern. Nach der Niederlage Japans wurden an Bord der Orduna im September 1945 1.700 japanische Kriegsgefangene von Rangun nach Liverpool gebracht. Es folgten Truppenfahrten nach Südostasien, Indochina und Japan. Im Oktober 1946 verließen die letzten britischen Truppen die französischen Kolonien in Nordafrika an Bord der Orduna.
Im November 1950 beendete das Schiff seine letzte Einsatzfahrt. Nach zehn Jahren im konstanten Einsatz als Truppentransporter und insgesamt 36 Dienstjahren war die Orduna in einer schlechten Verfassung und konnte nicht mehr als Passagierschiff genutzt werden. Sie wurde 1951 zum Abbruch verkauft und in Dalmuir (Schottland) abgewrackt.